# Топ-модель по-австралийски
Australia’s Next Top Model (Топ-модель по австралийски или Следующая топ-модель Австралии) — австралийское реалити-шоу, в котором участницы борются за титул «Топ-модели по австралийски». Шоу является аналогом Топ-модели по-американски. В настоящее время ведущей проекта является австралийская модель Дженнифер Хоукинс.

## Формат шоу
Участницы в течение нескольких недель живут в одном доме, принимая участие в конкурсах, фотосессиях, встречах с представителями индустрии моды. Каждую неделю исключается одна из конкурсанток. Победитель получает контракт с модельным агентством и другие призы.

## Таблица сезонов
| Сезоны | Дата премьеры    | Победитель                                  | Второе место                                   | Остальные участницы в порядке выбывания | Количество | Пункт назначения |
| ------ | ---------------- | ------------------------------------------- | ---------------------------------------------- | --- | ---------- | ---------------- |
| 1      | 11 января 2005   | Джемма Сандерсонангл. Gemma Sanderson       | Хлоя Уилсонангл. Chloe Wilson                  | Наоми Томпсон, Николь Фрейзер, Атонг Тулба Мулуал, Аллана Ридж, Зои МакДональд, Симмон Дакмэнтон, Сэм Морли, Шеннон Макгуайр                                                                                                   | 10         | Мельбурн         |
| 2      | 4 января 2006    | Эбони Стоксангл. Eboni Stocks               | Джессика Френчангл. Jessica French             | Саша Гринофф, Натали Джуффре и Ребекка Пьян, Софи Миллер, Сара Лоуренс, Хиранти Варусевитане, Кэролайн Муфлард, Лара Кэмерон, Луиз Ван Брюссель, Мэделин Роуз, Симона Вильджоэн                                                | 13         | Сидней           |
| 3      | 27 марта 2007    | Элис Бердоангл. Alice Burdeu                | Стеф Хартангл. Stephanie Hart                  | Джейми Смит, Коби Марш, Кассандра Хьюз, Кара Тэйлор, Стеф Флокхарт, Джейн Уильямсон, Софи Уиттингслоу, Даника Браун, Палома Родригес, Аника Салерно, Джордан Лукас                                                             | 13         | Лос-Анджелес     |
| 4      | 22 апреля 2008   | Демельза Ревелиангл. Demelza Reveley        | Александра Гирдвудангл. Alexandra Girdwood     | Камила Марковска, Кристи Коулчер, Эмма О’Салливан, Белинда Ходж, Аламела Роуэн, Лейден Кронембергер и Джейми Ли, Ребекка Джобсон, Элис Кроуфорд, Кэрис Ивс, Саманта Дауни                                                      | 13         | Фиджи Нью-Йорк   |
| 5      | 28 апреля 2009   | Тани Аткинсонангл. Tahnee Atkinson          | Кэсси Ван Ден Дангенангл. Cassi Van Den Dungen | Лора Тайри, Лиа Джонсон, Джорджи Кидман, Микарла Хасси, Элоиза Хойл, Мэдисон Уолл, Лора Митчелл, Лола Ван Ворст, Фрэнки Окпара, Адель Тил, Клэр Венема                                                                         | 13         | Лондон           |
| 6      | 20 июля 2010     | Аманда Уэрангл. Amanda Ware                 | Келси Мартиновичангл. Kelsey Martinovich       | Эшли Монигатти и Элисон Боксер и Салли Гич и Клэр Смит и Валерия Нилова, Меган Джейкоб, Эштон Флюти, Шантал Крокколо, Кимберли Трапп, Бриттни Дадли, Джоанна Брумфилд, Кэтрин Лайонс, Джессика Молони, Софи Ван Ден Аккер      | 16         | Мельбурн Токио   |
| 7      | 8 августа 2011   | Монтана Коксангл. Montana Cox               | Лиз Брэйтуэйтангл. Liz Braithwate              | Кэсси Филлипс-Сейнзбери, Тая Ли-Троб, Аннализ Маккэнн и Алиссандра Мун, Нео Якуак и Кэролайн Остин, Йоланда Ходжсон, Джесс Буш и Амелия Куттс, Мэделин Хьюэтт, Иззи Веси и Хэйзел О’Коннелл, Рэйчел Ридделл, Симона Хольцнэйгл | 16         | Париж            |
| 8      | 9 июля 2013      | Мелисса Юрэтовичангл. Melissa Juratowitch   | Шанали Мартинангл. Shanali Martin              | Шеник Грэйлинг, Тейлор Хенли, Рианнон Брэдшоу, Эйприл Харви и Брук Хоган, Тэйла Робертс, Мэделин Кау, Эшли Погмор, Шеннон Ричардсон, Джейд Коллинс и Дайана Богоевич, Эбби Вейр, Даки Тот                                      | 15         | Бангкок Порт-Луи |
| 9      | 30 апреля 2015   | Бриттани Битти англ. Brittany Beattie       | Люси Маркович англ. Lucy Markovic              | Кейтлин Беннетт, Кэсси Харгрэйв, Айида Малу, Фиби Дескович, Зара Талари и Таная Коэн, Изи Симундич, Джордан Берридж, Лорен Эриксон, Джесс Томас и Алекс Синадинович                                                            | 13         | Нью-Йорк         |
| 10     | 20 сентября 2016 | Алейна Фитцджеральд англ. Aleyna FitzGerald | Сабин Джеймисон англ. Sabine Jamieson          | Софи Барич, Лора Тааффе, Саммер Кейн, Джордан Симек, Джесси Андреварта, Кристи Бейкер и Витория Трибони, Белинда Косорок, Кэссиди Уре, Линнея Стивенс-Джонс и Дэйзи Дэвис                                                      | 13         | Милан            |

## Судьи
На протяжении 5 и 6 сезонов ведущей является Сара Мердок, также в составе жюри присутствуют: Шарлотта Доусон — модель и телеведущая, Джез Смит — модный фотограф, Алекс Перри — модный дизайнер. Ранее в состав жюри входили: модель Эрика Хейнатц, главный редактор модного журнала Harper’s Bazaar Маргерит Крамер, стилист Кен Томпсон, модный продюсер Виктория Фишер, фотограф Джордж Антони и дизайнер Джоди Мирс. Наставником моделей является Джош Флинн, прототип Джея Мануэля.